# Census County Division
Eine Census County Division (Abkürzung CCD) ist eine vom United States Census Bureau für Statistikzwecke vorgenommene Unterteilung eines Countys. Sie wurden von einer Kooperation aus dem Census Bureau sowie den Verwaltungen der US-Bundesstaaten und lokalen Verwaltungen gebildet und existieren nicht in Bundesstaaten, die Minor Civil Divisions haben. Sie wurden zuerst in Washington für den United States Census 1950 gebildet. Beim United States Census 1990 gab es insgesamt 5.581 Census County Divisions in 21 Bundesstaaten.
| Bundesstaat    | Anzahl der Countys | Anzahl der Census County Divisions |
| -------------- | ------------------ | ---------------------------------- |
| Alabama        | 67                 | 390                                |
| Arizona        | 15                 | 78                                 |
| Colorado       | 64                 | 208                                |
| Delaware       | 3                  | 27                                 |
| Florida        | 67                 | 293                                |
| Georgia        | 159                | 581                                |
| Hawaii         | 5                  | 44                                 |
| Idaho          | 44                 | 170                                |
| Kalifornien    | 58                 | 386                                |
| Kentucky       | 120                | 475                                |
| Montana        | 56                 | 193                                |
| Nevada         | 17                 | 67                                 |
| New Mexico     | 33                 | 131                                |
| Oklahoma       | 77                 | 302                                |
| Oregon         | 36                 | 211                                |
| South Carolina | 46                 | 294                                |
| Tennessee      | 95                 | 462                                |
| Texas          | 254                | 863                                |
| Utah           | 29                 | 90                                 |
| Washington     | 39                 | 245                                |
| Wyoming        | 23                 | 71                                 |

Für den United States Census 1970 gab es auch in North Dakota Census County Divisions, die aber aus finanziellen Gründen später wieder durch Minor Civil Divisions ersetzt wurden.
Die Census County Divisions werden in der Regel nach dem Namen des Countys oder nach anderen lokalen Namen benannt.